# گروهان قهرمانان: جبهه‌های رودررو
گروهان قهرمانان: جبهه‌های رودررو (به انگلیسی: Company of Heroes: Opposing Fronts) یک بازی رایانه‌ای منتشر شده توسط شرکت تی‌اچ‌کیو است. این بازی در تاریخ  عرضه شده و سازنده آن رلیک اینترتینمنت است.